# San Francisco Piletas
San Francisco Piletas är en ort i Mexiko.   Den ligger i kommunen Palmar de Bravo och delstaten Puebla, i den sydöstra delen av landet, 190 km öster om huvudstaden Mexico City. San Francisco Piletas ligger 2 392 meter över havet och antalet invånare är 252.
Terrängen runt San Francisco Piletas är kuperad åt sydost, men åt nordväst är den platt. Runt San Francisco Piletas är det ganska tätbefolkat, med 96 invånare per kvadratkilometer. Närmaste större samhälle är Ciudad Serdán, 19,1 km norr om San Francisco Piletas. Omgivningarna runt San Francisco Piletas är en mosaik av jordbruksmark och naturlig växtlighet.